# Monarch's Way
Le Monarch's Way (littéralement « chemin du monarque ») est un sentier de randonnée pédestre qui s'étend sur 990 kilomètres de longueur dans les collines de Mendip, en Angleterre (Royaume-Uni). Il suit étroitement la route empruntée par Charles II d'Angleterre après sa défaite à la bataille de Worcester en 1651. Les panneaux, qui balisent le sentier sur l'essentiel de son tracé, représentent le navire The Surprise, la couronne du prince de Galles et le Royal Oak à Boscobel House.